# Нану, Чипрьян-Костикэ
Чипрьян-Костикэ Нану (род. 28 июля 1977, Брашов) — румынский шахматист, международный гроссмейстер 2010). Тренер ФИДЕ (2013).
Двукратный серебряный призёр Чемпионата Румынии (2006, 2009).
Участник 3-х личных чемпионатов Европы (2008—2010).

## Изменения рейтинга
Наивысший рейтинг в карьере достигнут 1 апреля 2009 года — 2535 рейтинговых очков. Это позволило занимать 10-е место среди румынских шахматистов.
| Графики недоступны из-за технических проблем. См. информацию на Фабрикаторе и на mediawiki.org. |